# Jean-Pierre Cot
Jean-Pierre Cot (* 23. Oktober 1937 in Genf) ist ein französischer Völkerrechtler und Politiker der Parti socialiste (PS). Er lehrte von 1969 bis 1995 als Professor an der Université Paris 1 Panthéon-Sorbonne.
Cot war von 1973 bis 1981 Abgeordneter in der französischen Nationalversammlung und anschließend bis 1982 beigeordneter Minister für Zusammenarbeit und Entwicklung. Er gehörte von 1984 bis 1999 dem Europäischen Parlament an, wo er 1984 bis 1989 dem Haushaltsausschuss vorstand und 1989 bis 1994 Vorsitzender der Sozialistischen Fraktion war. Von 1997 bis 1999 war er einer der Vizepräsidenten des Europäischen Parlaments.
Von 2002 bis 2020 war Cot Richter am Internationalen Seegerichtshof.

## Leben
Jean-Pierre Cot ist der Sohn des sozialistischen Politikers Pierre Cot, der in den 1930er-Jahren Luftfahrtminister war.
Nach seinem Studium und der Promotion in Rechtswissenschaften an der juristischen Fakultät der Universität war Cot ab 1966 Dozent an den Fakultäten für Rechts- und Wirtschaftswissenschaft. Im selben Jahr wurde er Professor an der Université de Picardie in Amiens, wo er bis 1969 lehrte. 1969 kehrte er als Professor für öffentliches Recht und Völkerrecht an die Sorbonne zurück und lehrte dort bis 1998. In zahlreichen Fällen war Cot als Berater verschiedener Regierungen vor dem Internationalen Gerichtshof tätig. Zumeist betrafen diese Fälle Grenzstreitigkeiten und Fragen der territorialen Abgrenzung.
Cot war zudem als Politiker aktiv. So war er von 1971 bis 1995 – als Nachfolger seines Vaters – Bürgermeister der kleinen Gemeinde Coise-Saint-Jean-Pied-Gauthier am Fuß der französischen Alpen und von 1973 bis 1985 Vertreter des Kantons Chamoux-sur-Gelon im Generalrat des Département Savoie. Als Abgeordneter des 3. Wahlkreises von Savoie gehörte er von 1973 bis 1981 der französischen Nationalversammlung an, wo die Sozialisten damals in der Opposition waren. Nach der Wahl François Mitterrands zum Staatspräsidenten war Cot von Mai 1981 bis Dezember 1982 beigeordneter Minister für Entwicklungszusammenarbeit in den Kabinetten Mauroy I und II. Von 1983 bis 1984 war er Mitglied des Verwaltungsrats der UNESCO.
Bei der Europawahl 1984 wurde Cot zum Mitglied des Europäischen Parlaments gewählt, wo er in der Legislaturperiode bis 1989 dem Haushaltsausschuss vorstand. Nach seiner Wiederwahl als Europaparlamentarier leitete er von 1989 bis 1994 die Sozialistische Fraktion (ab 1993 Fraktion der Sozialdemokratischen Partei Europas, SPE). Von 1997 bis 1999 war er Vizepräsident des Europäischen Parlaments.
Darüber hinaus fungierte der Völkerrechtler in bisher sechs Fällen als Ad-hoc-Richter am Internationalen Gerichtshof in Den Haag. Dabei wurde er zweimal durch Kolumbien und je einmal durch Rumänien, Burkina Faso, Thailand und Osttimor nominiert.
Zum 1. Oktober 2002 wurde Cot Richter am Internationalen Seegerichtshof in Hamburg. Dieses Amt hatte er bis 2020 inne. Zuvor war er bereits einmal von Frankreich als Ad-hoc-Richter ausgewählt worden.

## Auszeichnungen
- 1995: Großes Goldenes Ehrenzeichen mit dem Stern für Verdienste um die Republik Österreich[1]
- Ritter der Ehrenlegion

## Publikationen (Auswahl)
- Ex-Yougoslavie: une paix bâclée. In: Défense nationale : problèmes politiques, économiques, scientifiques, militaires. Band 7/1997 ISSN 0035-1075, S. 71
- Les fonctions du raisonnable dans la jurisprudence du Tribunal international du droit de la mer. In: Droit du pouvoir, pouvoir du droit : mélanges offerts à Jean Salmon. Bruylant, Brüssel 2007 ISBN 978-2-8027-2330-1
- La Charte des Nations Unies : commentaire article par article. Economica, Paris ISBN 2-7178-5057-0